# Brytyjska Formuła 4
| Brytyjska Formuła 4 | Brytyjska Formuła 4 |
| ------------------- | ------------------- |
| Kategoria           | Formuła 4           |
| Kraj                | Wielka Brytania     |
| Pierwszy sezon      | 2015                |
| Nadwozie            | Tatuus              |
| Silnik              | Abarth              |
| Opony               | Pirelli             |
| Ostatni mistrz      | Matthew Rees        |

Brytyjska Formuła 4 (oryg. F4 British Championship) – seria wyścigowa powstała w 2015 roku, spełniająca regulacje FIA dla Formuły 4. Powstała decyzją Motor Sports Association. Mistrzostwa zastąpiły i odbywają się na bazie dawnej Brytyjskiej Formuły Ford.

## Historia
Powstanie serii wiąże się z inicjatywą Gerharda Bergera i FIA, którzy w marcu 2013 doprowadzili do utworzenia Formuły 4. Celem serii jest uregulowanie hierarchii sportów motorowych i uczynienie jej bardziej przejrzystą. Regulamin Formuły 4 normuje koszty, takie jak koszt samochodu (maksimum 30 000 euro) i koszty poniesione w całym sezonie (maksimum 100 000 euro). Pierwszymi mistrzostwami według regulaminu Formuły 4 były Włoska Formuła 4 i Południowoamerykańska Formuła 4. Brytyjska Formuła 4 została utworzona z inicjatywy Motor Sports Association w sierpniu 2014. Na pierwszy sezon zaplanowano dziesięć eliminacji.

## Samochód
Do 2021 roku wszystkie samochody w serii dostarcza Mygale. Pojazdy te są wykonane z kompozytów włókna węglowego. Napędza je silnik Ford 1,6 EcoBoost o pojemności 1,6 litra i mocy 160 KM. Od 2022 roku zespoły będą używać bolidów Tatuus z silnikami Abarth.

## Mistrzowie
| Sezon | Mistrz         | Zespół            | Źródło |
| ----- | -------------- | ----------------- | ------ |
| 2015  | Lando Norris   | Carlin            | [ 5 ]  |
| 2016  | Max Fewtrell   | Carlin            | [ 6 ]  |
| 2017  | Jamie Caroline | Carlin            | [ 7 ]  |
| 2018  | Kiern Jewiss   | Double R Racing   | [ 8 ]  |
| 2019  | Zane Maloney   | Carlin            | [ 9 ]  |
| 2020  | Luke Browning  | Fortec Motorsport | [ 10 ] |
| 2021  | Matthew Rees   | JHR Developments  | [ 11 ] |